# Hoya leucantha
Hoya leucantha är en oleanderväxtart som beskrevs av Spencer Le Marchant Moore. Hoya leucantha ingår i släktet Hoya och familjen oleanderväxter. Inga underarter finns listade i Catalogue of Life.